# Bahrainische Fußballnationalmannschaft der Frauen
Die bahrainische Fußballnationalmannschaft der Frauen ist die Auswahlmannschaft des al-Ittihad al-bahraini li-kurat al-qadam, die das arabische Land Bahrain auf internationaler Ebene bei Frauen-Länderspielen vertritt.

## Geschichte
Erstmals bei einem Fußballturnier trat die Mannschaft bei der Erstaustragung der Westasienmeisterschaft der Frauen der WAFF im Jahr 2005 auf. Das erste Länderspiel war eine 9:0-Niederlage gegen Jordanien. Da dieses jedoch kein von der FIFA anerkanntes Turnier war, gilt es nicht als offiziell erstes Länderspiel. Im Laufe des Turniers kamen noch zwei weitere Niederlagen sowie ein 1:1 gegen Palästina hinzu. Nach einem weiteren arabischen Fußballturnier folgte Anfang 2007 die Verpflichtung von Monika Staab als Nationaltrainerin für sechs Monate. Unter ihr wurde das erste offizielle Freundschaftsspiel bestritten, welches man am 22. April 2007 gegen die Malediven mit 7:0 gewann.
Die erste Teilnahme an einer Qualifikationsphase zu einem internationalen Wettbewerb war 2013 bei der Qualifikation zur Asienmeisterschaft der Frauen 2014. Zusammen mit dem späteren Gastgeber Vietnam und Hongkong sowie Kirgisistan wurde die Mannschaft in die Gruppe C gelost. Bei dem Turnier im bahrainischen Nationalstadion in Riffa erreichte man mit drei Punkten den dritten Platz. Der einzige Sieg war ein 4:1-Erfolg über Kirgisistan. Die Teilnahme an der Qualifikation zur Weltmeisterschaft 2015 verpasste das Team damit.
Bei der Westasienmeisterschaft 2014 konnte erneut nur ein Sieg, gegen die Auswahl von Katar mit 8:2, errungen werden. Nach einer Zeit mit einigen Freundschaftsspielen nahm die Mannschaft am Aphrodite Cup 2017 teil, kam in den beiden Partien gegen Estland und Litauen jedoch zu keinem einzigen Tor oder Punktgewinn. In der Qualifikation für die Asienmeisterschaft 2018 in Gruppe A erreichte man durch zwei Siege, zwei Unentschieden sowie eine Niederlage mit acht Punkten Platz drei der Gruppe und erreichte nicht die Endrunde. Die Platzierung berechtigte nicht zur Qualifikation für die Weltmeisterschaft 2019.
Bei der Westasienmeisterschaft 2019 konnte das Team die Gruppenphase mit sieben Punkten auf Platz zwei hinter Jordanien abschließen.

## Turniere

### Weltmeisterschaft
- 1991 bis 2011: Nicht teilgenommen
- 2015 bis 2027: Nicht qualifiziert

### Asienmeisterschaft
- 1975 bis 2010: Nicht teilgenommen
- 2014 bis 2026: Nicht qualifiziert

### Westasienmeisterschaft
- 2005: Vierter
- 2007: Nicht teilgenommen
- 2010: Dritter
- 2011: Dritter
- 2014: Dritter
- 2019: Zweiter
- 2022 bis 2024: Nicht teilgenommen